# DKMT Eurorégió

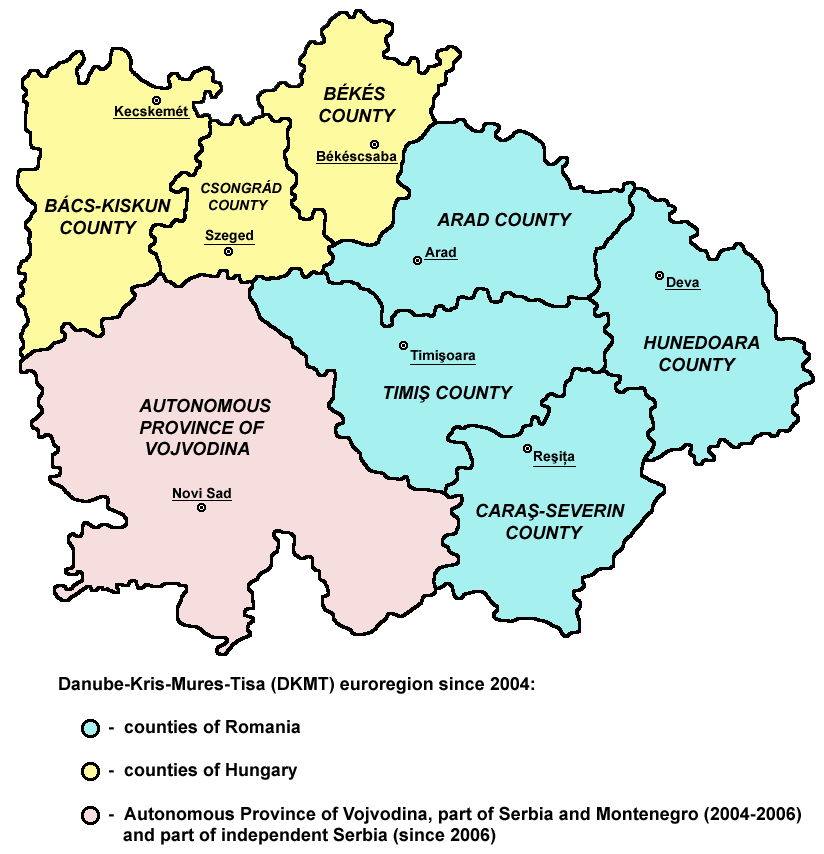
A régió térképe (2004–2007)

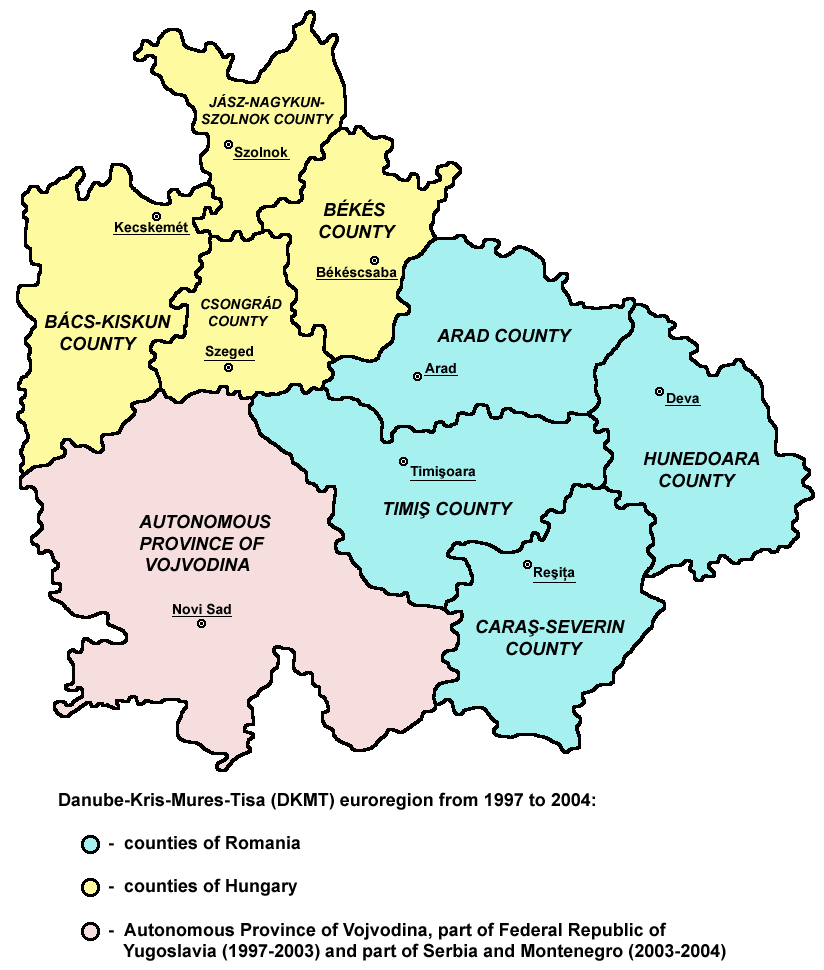
A régió térképe (1997–2004)

DKMT vagy Duna–Körös–Maros–Tisza (románul Dunăre–Criş–Mureş–Tisa, szerbül Дунав–Криш–Муреш–Тиса / Dunav-Kriš-Mureš-Tisa) egy Magyarországon, Románián és Szerbián átnyúló eurorégió. A nevét négy folyóról kapta: Duna, Körös, Maros és Tisza. Magyarországról Dél-Alföld régió a tagja. Az egykori Bánát egyfajta kiterjesztésének is tekinthető.

## Története
1992 – együttműködési megállapodás Temes és Csongrád megyék között
1992 – együttműködési megállapodás Arad és Békés megyék között
1994 – javaslattervezet egy háromoldalú interregionális együttműködésre Arad, Temes, Bács-Kiskun, Békés, Jász-Nagykun-Szolnok megyék és a Vajdaság között
1994–1997– az együttműködés intézményi kereteinek létrehozását célzó folyamatos háromoldalú erőfeszítések történtek
1997. november 21. – az együttműködés hivatalos alapokmányának aláírása Szegeden
1997. december – megállapodás a DKMT szakszervezeteinek együttműködéséről
1997– 1. soros elnök Lehmann István, a Csongrád Megyei Közgyűlés elnöke
1998. február – Kamarai Nyilatkozat a DKMT gazdasági kamaráinak együttműködéséről
1998. május 30. – DKMT Napja, Hármashatár-találkozó, határnyitás a hármashatár-kőnél
1998. nyara – DKMT Ifjúsági tábor Kishomokon
1998 – 2. soros elnök Viorel Coifan, a Temes Megyei Tanács elnöke
1999 – Az EURO-TRIO eurorégiós újság első számának megjelenése
1999. március – Elnökök Fóruma temesvári ülésének döntése a közös pénzalap és a DKMT irodájának létrehozásáról
1999 – 3. soros elnök Dan Ivan, az Arad Megyei Tanács elnöke
2000. május 27. – a DKMT Napja, Hármashatár-találkozó, a DKMT irodájának ünnepélyes megnyitása
2000 – 4. soros elnök Caius Parpală, az Arad Megyei Tanács elnöke
2000 – A DKMT Gazdaságfejlesztési koncepciója elkészül
2000 – Az EuroRégió című magazin első megjelenése PHARE-támogatással.
2000 – A DKMT  Stratégiai koncepciójának elkészülte PHARE Credo- támogatással
2000. október – A Kiszombor–Csanád határátkelőhely megnyitása PHARE-támogatással
2001 – 5. soros elnök Ðorðe Ðukic, a Vajdaság Autonóm Tartomány Végrehajtó Bizottságának elnöke
2002. november 21. – A DKMT ötéves évfordulójának megünneplése Temesváron
2002 – 6. soros elnök Dan Ioan Tipoş, a Temes Megyei Tanács elnöke
2002 – Megjelent az Eurorégió számokban című statisztikai kiadvány
2002 – A DKMT elhatározza, hogy egy közös tulajdonú közhasznú társaságot hoz létre
2003. május 24. – Megalakult a DKMT Fejlesztési Ügynökség Kht. Átalakul a Regionális Együttműködés, az Elnökök Fórumát felváltja a kibővült közgyűlés, melyhez csatlakoznak a kamarák, a civilszervezetek, az egyetemek, a szakszervezetek és az ifjúsági szervezetek is, valamint taggá válnak a városok (Békéscsaba, Szabadka, Szeged)
2004. május 22. – DKMT Napja, Hármashatár-találkozó, határnyitás a Hármaskőnél
2004 – 7. soros elnök Varga Zoltán, a Békés Megyei Közgyűlés elnöke
2004. november – A DKMT eurorégió bemutatkozik Berlinben
2005 – Első magyar–román közös kormányülés
2005. május 28. – Dr. Somogyi Ferenc, a Magyar Köztársaság külügyminiszterének, Mihai-Răzvan Ungureanu, Románia külügyminiszterének, Vuk Draskovic, Szerbia és Montenegró külügyminiszterének találkozója;
A DKMT Stratégiai Tervének elfogadása.
2005 – 8. soros elnök Bojan Pajtic, Vajdaság Autonóm Tartomány Végrehajtó Tanácsának elnöke
2006 – 9. soros  elnök Constantin Ostaficiuc, a Temes Megyei Tanács elnöke
2006 – Második magyar–román közös kormányülés.
2006. április 19. – Második külügyminiszteri találkozó Újvidéken.
Dr. Somogyi Ferenc, a Magyar Köztársaság külügyminiszterének, Mihai-Răzvan Ungureanu, Románia külügyminiszterének, Vuk Draskovic, Szerbia és Montenegró külügyminiszterének találkozója
2006. május 27. – DKMT Napja, Hármashatár-találkozó, határnyitás a Hármaskőnél
2007. június 2. – DKMT Napja, Hármashatár-találkozó, határnyitás a Hármaskőnél
2007 – Harmadik magyar–román közös kormányülés
2007. június 1. – Békés megye kilép a DKMT-ből
2007. június 2. – DKMT Napja, Hármashatár-találkozó, határnyitás a Hármaskőnél
2007 – 10. soros elnök Magyar Anna, a Csongrád Megyei Önkormányzat elnöke
2007. november 21. – A DKMT tízéves évfordulójának megünneplése Temesváron
2008 – a 11. soros elnök Bojan Pajtic, Vajdaság Autonóm Tartomány
2009. május – A DKMT Kht. DKMT Nonprofit Közhasznú kft.-ként működik tovább
2009. november – Hunyad megye kilép a DKMT-ből

## Politika
A DKMT TITKÁRSÁGA
A legutolsó Közgyűlés döntése értelmében a titkárság székhelye a soros elnök adminisztrációs székhelye lesz. A titkárság működéséhez szükséges fedezetet a Közgyűlés teljes jogú tagjai biztosítják.
A titkárság munkáját a soros elnök irányítja. A titkárságnak 3 delegált tagja van, melyek közül 1 fő magyar, 1 fő román, 1 fő vajdasági tag. A titkárság vezetője a soros elnököt adó országból delegált tag. A titkárság vezetőjének személye a soros elnök rotációjával együtt változik.
Fő feladatai:
· koordinálja a Közgyűlés üléseit,
· közreműködik a munkadokumentumok elkészítésében,
· állandó kapcsolatot tart a tagrégiókkal,
· biztosítja a folyamatos információáramlást,
· kapcsolatokat épít más regionális együttműködésekkel,
· figyelemmel kíséri az Európai Unió különféle programjait, és a Közgyűlés döntése alapján pályázatokat készít és projektek megvalósítását szervezi,
· kezdeményezi és bonyolítja közös rendez vények, akciók megtartását,
· gondoskodik a DKMT honlapjának naprakészségéről.
Munkatársai:
· Domonkos Beáta: magyarországi tagmegyék képviselője
· Fenyvesi Éva:  romániai tagmegyék képviselője
· Kókai Roland: Vajdaság képviselője
Magyarországi cím:
6722 Szeged, Tábor u. 7/B.
Telefon: +36-62/543-165
Fax: +36-62/543-166
Romániai cím:
300034 Timisoara, Bd. Revolutiei din 1989. nr. 17. Romania
Telefon: +40-256/406-381
Fax: +40-256/406-308
Vajdasági cím:
21 000 Novi Sad, Bul. Mihajla Pupina 16. Szerbia
Telefon: +381-21/456-190
Fax: +381-21/456-190
|vezető cím 1 = Az Eurorégió Közgyűlésének elnöke
|vezető név 1 =
|vezető cím 3 = A Csongrád Megyei Közgyűlés elnöke
|vezető név 3 = Gémes László
|vezető cím 4 = A Bács-Kiskun Megyei Közgyűlés elnöke
|vezető név 4 = Rideg László
|vezető cím 5 = Arad megyei tanács elnöke
|vezető név 5 = Cionca-Arghir Iustin-Marinel
|vezető cím 6 = Krassó-Szörény megyei tanács elnöke
|vezető név 6 = Silviu Hurduzeu
|vezető cím 7 = Temes megyei tanács elnöke
|vezető név 7 = Alin Nica
|vezető cím 9 = Vajdaság Autonóm Tartomány miniszterelnöke
|vezető név 9 = Igor Mirović
|vezető cím 10 = Vajdaság Autonóm Tartomány Parlamentjének elnöke
|vezető név 10 = Pásztor István

### Jelenlegi tagok
| (Vár)megye/Tartomány                               | Ország       | Terület (km²) | Lakosság (fő) | Székhely    |
| -------------------------------------------------- | ------------ | ------------- | ------------- | ----------- |
| Arad megye                                         | Románia      | 7652          | 410 143       | Arad        |
| Bács-Kiskun vármegye                               | Magyarország | 8362          | 495 318       | Kecskemét   |
| Csongrád-Csanád vármegye                           | Magyarország | 4263          | 391 184       | Szeged      |
| Krassó-Szörény megye (Judeţul Caraş-Severin)       | Románia      | 8514          | 246 588       | Resicabánya |
| Temes megye (Judeţul Timiş)                        | Románia      | 8692          | 650 533       | Temesvár    |
| Vajdaság Autonóm Tartomány (Војводина / Vojvodina) | Szerbia      | 21 506        | 2 013 000     | Újvidék     |
| Összesen                                           |              | 77 243        | 5 255 656     |             |

## Tagfelvétel

### Egykori tagok
- Jász-Nagykun-Szolnok megye 2004-ben lépett ki.
- Békés megye 2007. június 1-jén lépett ki.
- Hunyad megye 2009 novemberében lépett ki

## Népesség

### Legnépesebb városok
|    | Város             | Ország       | Népesség (fő) |
| -- | ----------------- | ------------ | ------------- |
| 1  | Temesvár          | Románia      | 250 849       |
| 2  | Újvidék           | Szerbia      | 277 522       |
| 3  | Szeged            | Magyarország | 157 930       |
| 4  | Arad              | Románia      | 145 078       |
| 5  | Kecskemét         | Magyarország | 109 450       |
| 6  | Szabadka          | Szerbia      | 99 981        |
| 7  | Resicabánya       | Románia      | 58 393        |
| 8  | Nagybecskerek     | Szerbia      | 67 129        |
| 9  | Pancsova          | Szerbia      | 76 400        |
| 10 | Zombor            | Szerbia      | 51 471        |
| 11 | Petrozsény        | Románia      | 31 044        |
| 12 | Hódmezővásárhely  | Magyarország | 41 781        |
| 13 | Szávaszentdemeter | Szerbia      | 39 041        |
| 14 | Nagykikinda       | Szerbia      | 37 676        |
| 15 | Versec            | Szerbia      | 36 040        |
| 16 | Baja              | Magyarország | 32 759        |
| 17 | Árpatarló         | Szerbia      | 32 229        |

## Gazdaság
Pénzügy
Vámunió
Üzleti trendek
Kereskedelmi tárgyalások
Szegénység
Közös piac

## Képek

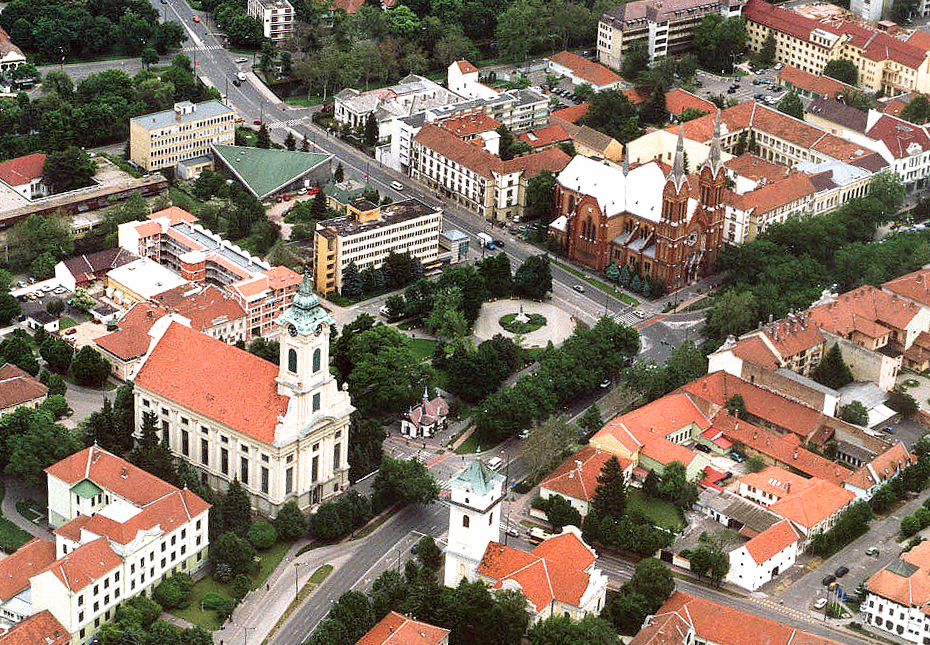
Békéscsaba
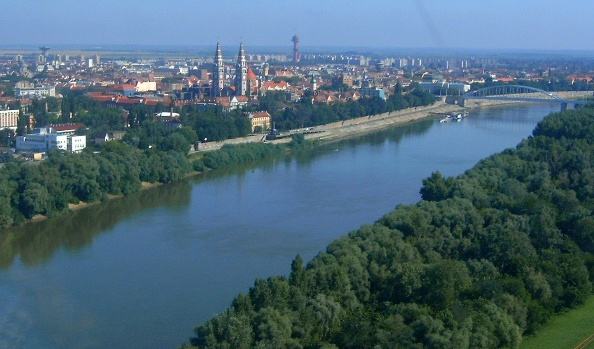
Szeged
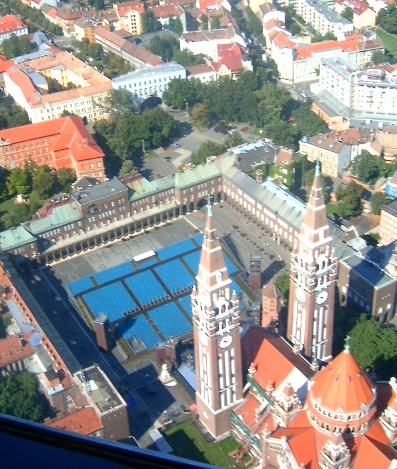
Szeged
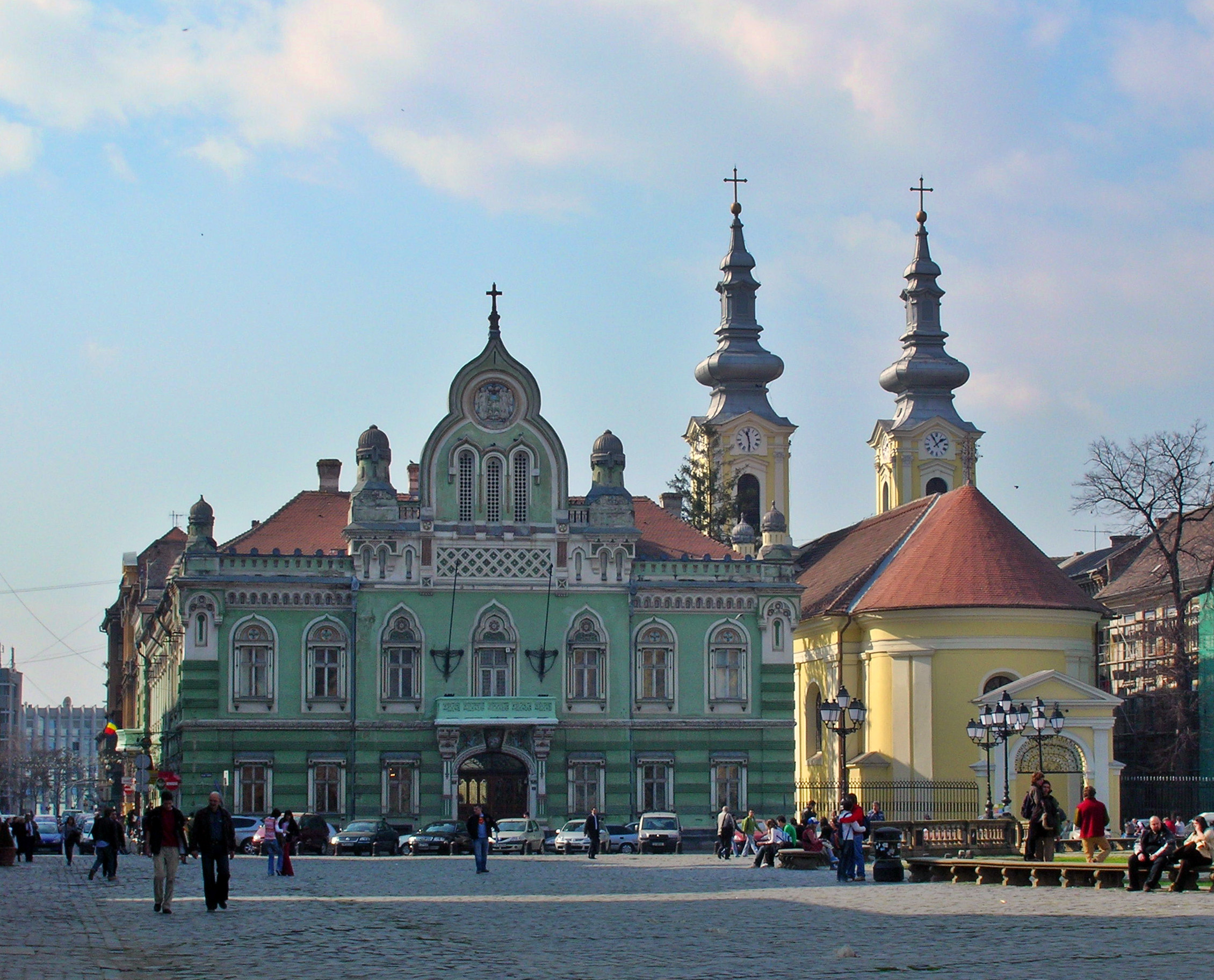
Temesvár
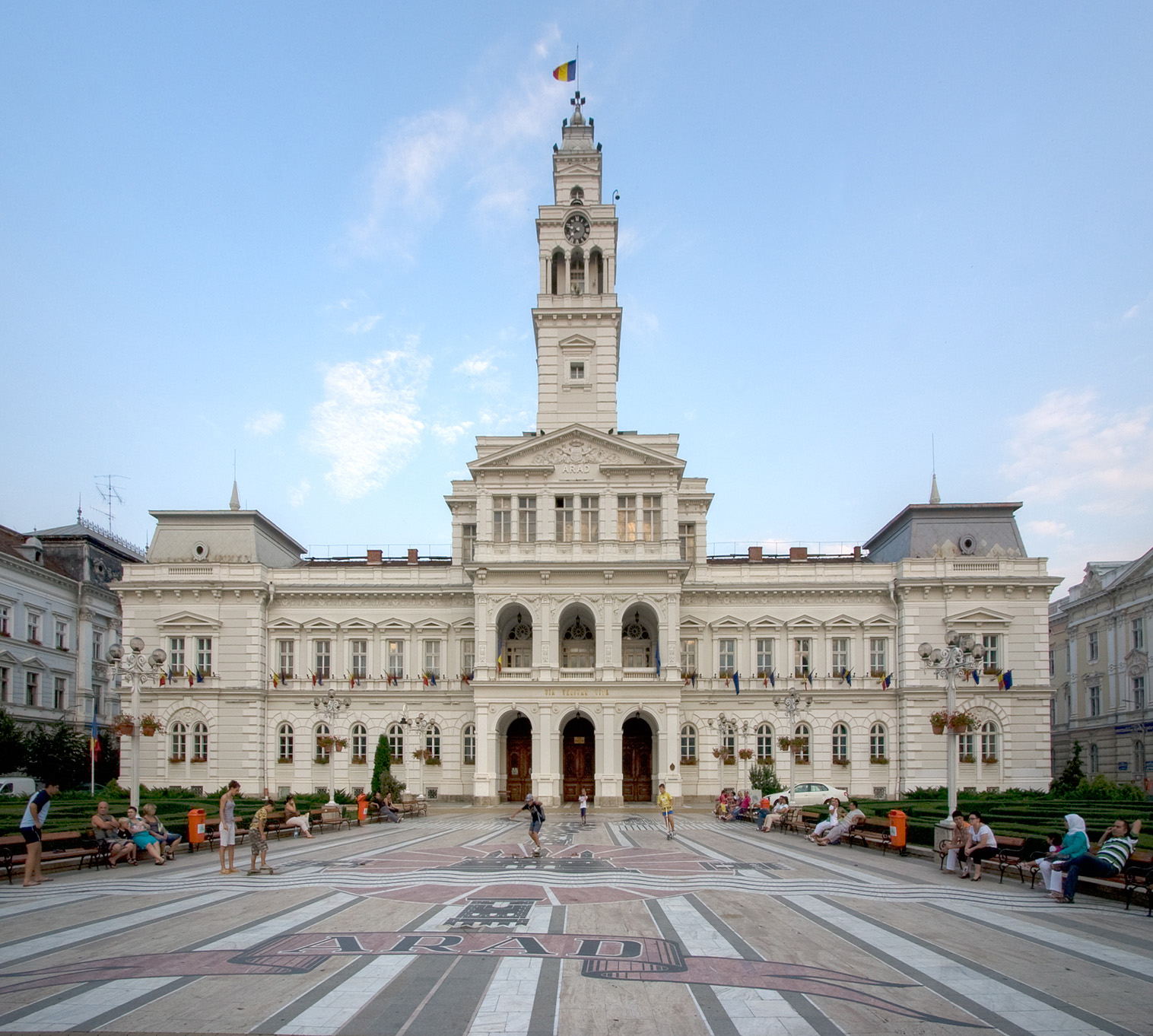
Arad
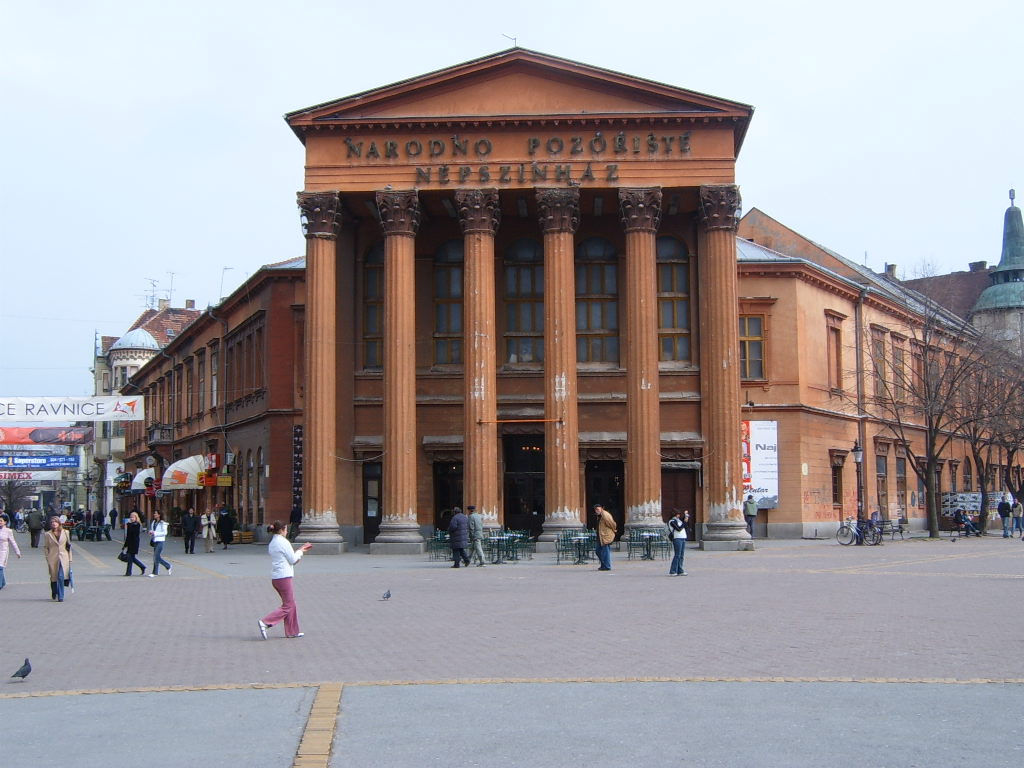
Szabadka
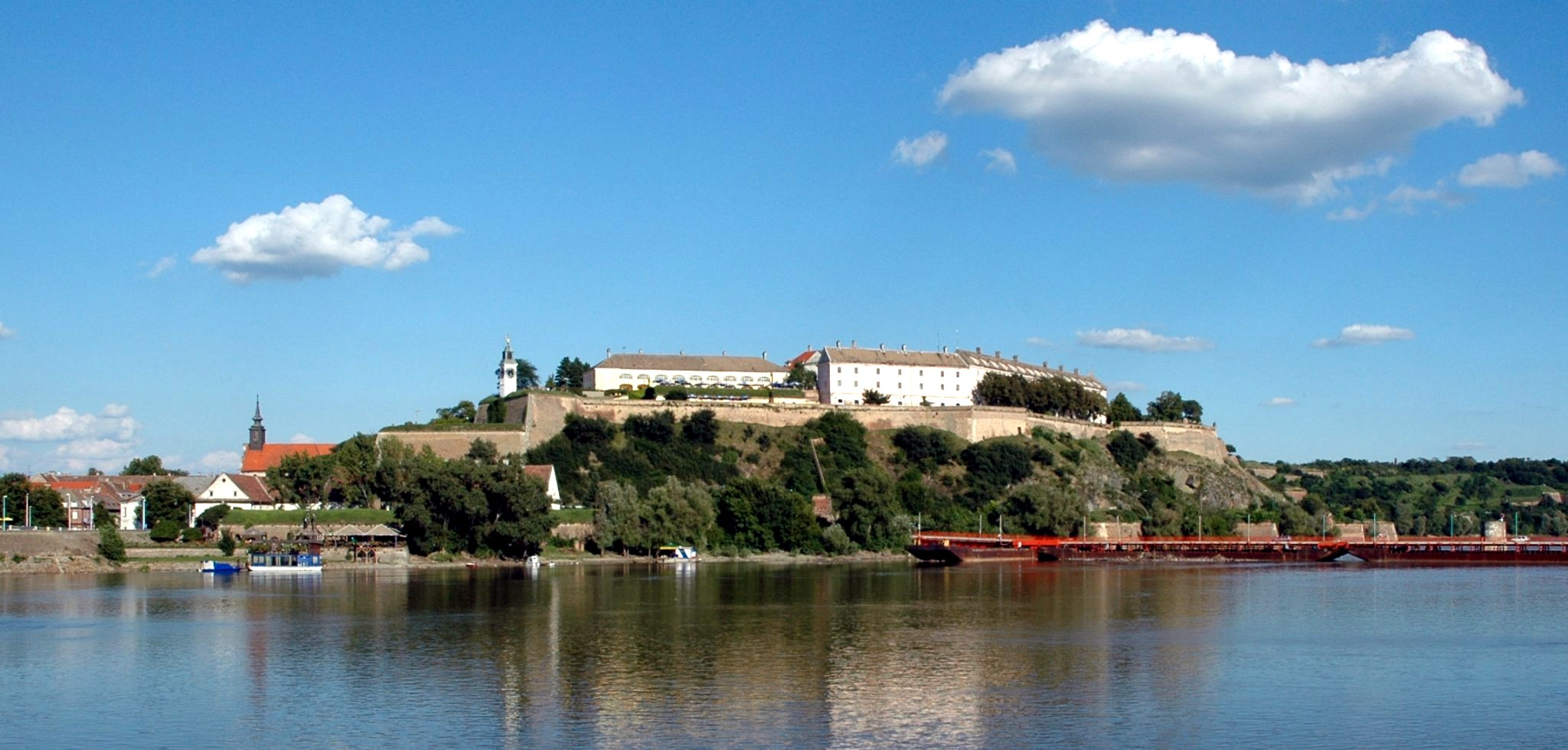
Újvidék

## Fordítás
Ez a szócikk részben vagy egészben a Danube-Kris-Mures-Tisza című angol Wikipédia-szócikk ezen változatának fordításán alapul.  Az eredeti cikk szerkesztőit annak laptörténete sorolja fel. Ez a jelzés csupán a megfogalmazás eredetét és a szerzői jogokat jelzi, nem szolgál a cikkben szereplő információk forrásmegjelöléseként.